# Église Sainte-Madeleine de Nantes
Pour les articles homonymes, voir Église Sainte-Madeleine.
L'église Sainte-Madeleine est un lieu de culte catholique de Nantes en France qui est la seule église paroissiale de l'île de Nantes. Elle est dédiée à sainte Marie Madeleine

## Situation
L'édifice actuel se trouve sur le boulevard Gustave-Roch, mais ce ne fut pas toujours le cas par le passé.

## Histoire

### La première église
Celle-ci fut construite par l'architecte nantais Théodore Nau dès 1854, sur l'actuel boulevard Babin-Chevaye (nommée à l'époque « rue de la Prairie-au-Duc »), entre les rues Michel-Columb, de Hercé et Saint-Hermeland (47° 12′ 21″ N, 1° 33′ 11″ O).
Elle reprenait le nom d'un ancien prieuré qui existait depuis l'an 1119, au nord du pont Général-Audibert (situé à l'emplacement du « pont de la Madeleine ») et au début du quai Magellan (sur la partie orientale de l'île Gloriette qui formait alors la « prairie de la Madeleine », elle-même traversée par la chaussée homonyme). Le prieuré qui dépendait alors de la paroisse de l'église Sainte-Croix fut fermé au moment la Révolution, tandis que la chapelle qui s'y trouvait, reconstruite au XVe siècle, ne fut détruite qu'en 1865,.
Lors de la Seconde Guerre mondiale, des fissures apparaissent dans la structure de l'église après les bombardements aériens alliés sur la ville en septembre 1943. Puis, au cours de la nuit du 11 au 12 août 1944, les Allemands, alors sur le point d'évacuer Nantes face à l'avancée des troupes américaines, font sauter les ponts Haudaudine, Madeleine et Pirmil, qui commandent l'accès à l'« île Beaulieu » (ancien nom de l'« île de Nantes ») après s'être retirés sur la rive sud de la Loire. L'explosion de l'arche centrale du pont Haudaudine, tout proche, endommage l'église de façon irrémédiable. Sous l'effet de la déflagration, les fissures ouvertes dans le bâtiment par les bombardements aériens s'élargissent à tel point qu'il faut chaîner les deux pignons pour éviter un effondrement. Il devient alors urgent de bâtir un nouveau lieu de culte. Après l'édification de l'actuelle église, l'ancienne est démolie. Son emplacement est désormais occupé par une maison de retraite.

### L'église actuelle
Le site choisi se trouve sur un terrain occupé auparavant par la raffinerie de sucre dite « raffinerie des Ponts ». Cet emplacement était situé à proximité de la célèbre « aumônerie de Toussaints » qui fut fondée en 1362 par Charles de Blois et qui était destinée à soigner les lépreux ou héberger les voyageurs pauvres de passage. Une plaque commémorative située au no 43 de la rue Grande-Biesse marque l'emplacement de ce lieu, dont la chapelle fut démolie en 1846.
Les travaux du nouvel édifice, dessiné par André Guillou, directeur de l'école des Beaux-arts de Nantes, et Pierre Joëssel, architecte diocésain, commencèrent officiellement le 8 décembre 1952. Celui-ci, entièrement en béton repose sur 144 pieux coulés à 12 mètres de profondeur (le terrain formant l'île de Nantes étant essentiellement alluvial. De plus, le boulevard Gustave-Roch était autrefois occupé par un bras de fleuve, la « boire de Toussaint »), tandis que les fondations ont nécessité 50 tonnes de ciment et autant de fer-acier.
Le 17 mai 1953, après quelques péripéties sur le financement de la construction, Mgr Villepelet, évêque de Nantes, bénit la première pierre, avant de bénir l'ensemble de l'édifice à peine achevée, le 12 décembre 1954. Le maître-autel reçoit la bénédiction du même prélat le 27 mars 1955.
Durant les années 2000, des infiltrations d'eau dues à la mauvaise étanchéité du bâtiment font craindre à une dégradation des structures de l'édifice, ce qui provoque la décision de le démolir. Le diocèse avait déjà vendu le terrain à un promoteur immobilier, puis nommé un architecte pour élaborer les plans d'un nouvel édifice religieux, qui devait être construit quelques mètres plus loin. En 2009, l'intervention auprès du maire Jean-Marc Ayrault, d'Alain Tournaire, architecte des bâtiments de France, jugeant l'ouvrage remarquable, sauve l'église Sainte-Madeleine de la démolition.

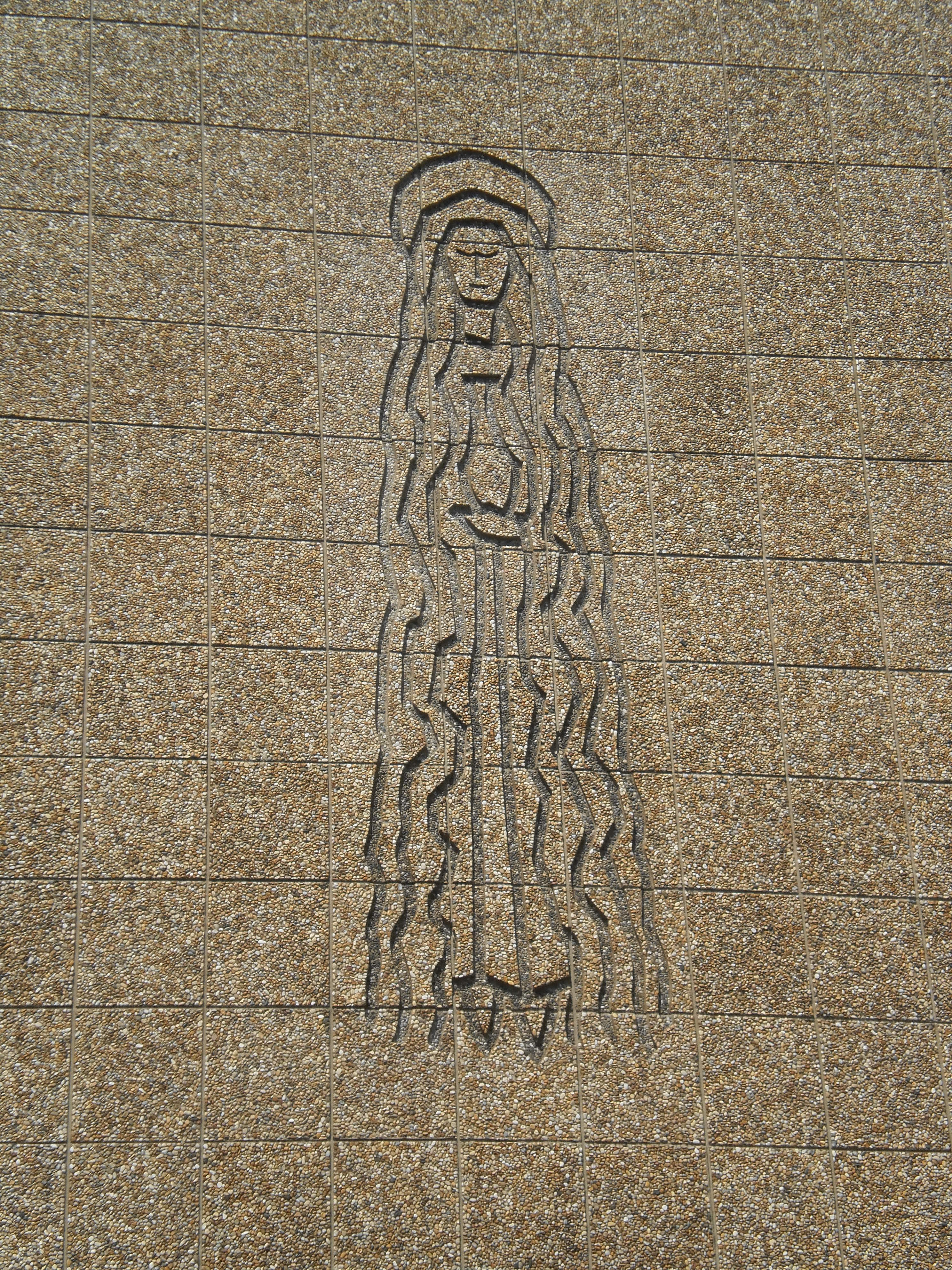
Détail de la façade sud-est.
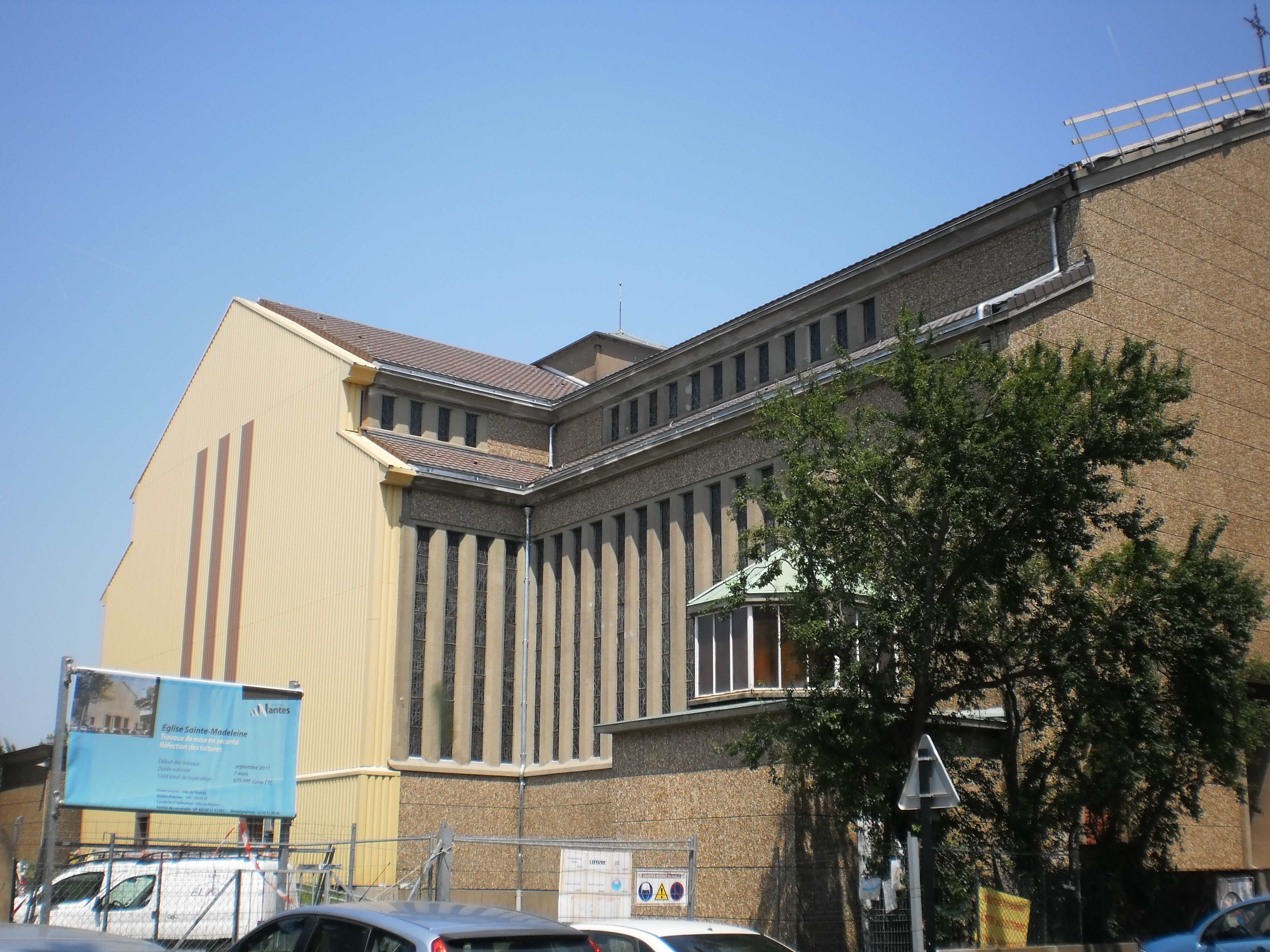
Façade ouest.

## Description
L'édifice fut initialement conçue comme une vaste croix grecque orientée nord-sud et dont l'autel du Saint-Sacrifice marque le centre. D'après les plans des architectes, l'ensemble devait être disposé de façon que les regards se tournent vers celui-ci.
Pour des raisons inconnues, les deux transepts ne furent jamais construits. Pour compenser leur absence, qui fragilise l'édifice, les ouvertures latérales ont été bouchées par des murs de moellons renforcés par une structure métallique.
Le revêtement extérieur est en cailloutis lavés utilisé sous forme de plaques de béton préfabriquées, tandis que la toiture est en tuile de Beauvais.
Si l'entrée principale de l'église comporte trois grandes portes donnant sur le boulevard Gustave-Roch, on peut pénétrer par les côtés est et ouest. Outre la partie réservée à la chapelle, trois grandes nefs, les trois autres parties de la croix, convergeront vers l'autel. Chacune de ces trois nefs étant complétée par une tribune pouvant recevoir 500 personnes. L'intersection des axes de l'église est coiffée par un lanternon éclairant le maître-autel.

## Culte
L'église Sainte-Madeleine est l'une des deux églises catholiques de l'île de Nantes, l'autre étant celle de Notre-Dame-des-Lumières dépendant du couvent homonyme affilié aux Grands carmes, mais qui n'accueille cependant que les messes. Les baptêmes, mariages et funérailles ne sont célébrés qu'à Sainte-Madeleine, en tant que seule église paroissiale de l'île.